# 에이솔
에이솔(1997년 7월 31일 ~)은 대한민국의 가수다. 2018년 싱글 "Nothing"으로 정식 데뷔했다.

## 방송
- 쇼미더머니6 (2017) - Top16

## 음반
- 쇼미더머니 6 Episode 1 (2017)
- 쇼미더머니 6 Special (2017)
- 막돼먹은 영애씨 시즌 16 OST Part 18 (2018)
- Nothing (2018)
- Bucket list (2018)